# Facetka
Facetka – amerykański film kryminalny (film noir) z 1958 roku.

## Fabuła
Thomas Farrell jest cenionym adwokatem. Pewnego dnia spotyka na swojej drodze piękną tancerkę Vicki Gaye. Jego nowa miłość przekonuje go, że niemoralne jest bronienie przestępców i zapewnianie im bezkarności. Thomas, pod jej wpływem, postanawia przestać pracować dla mafii. Jednak jego dawni klienci, bandyci na czele których stoi Rico Angelo nie pozwalają mu tak łatwo odejść.

## Obsada
- Robert Taylor - Thomas „Tommy” Farrell
- Cyd Charisse - Vicki Gaye
- Lee J. Cobb - Rico Angelo
- Betty Uteyv - Cindy Consuelo
- Myrna Hansen - Joy Hampton
- Barbara Lang - Ginger D’Amour
- Patrick McVey - Detektyw O’Malley
- Kem Dibbs - Joey Vulner
- David Opatoshu - Lou Forbes
- Lewis Charles - Danny Rimett
- Corey Allen - Cookie La Motte
- Claire Kelly - Genevieve, żona Farrella
- John Ireland - Louis Canetto